# Крупко, Пётр Николаевич
Пётр Николаевич Крупко (укр. Петро Миколайович Крупко, род. 5 марта 1958 года, с. Бондари, Козелецкий район, Черниговская область, УССР, СССР) — украинский юрист, политический и государственный деятель. Министр Кабинета Министров Украины (2005, 2007—2010).

## Ранние годы
В год рождения семью переселили в село Козары, Носовского района, Черниговской области, где окончил восьмилетнюю школу.

## Образование
- Август 1973 — июль 1976 — ученик Черниговского юридического техникума.
- Август 1976 — сентябрь 1981 — студент Киевского национального университета имени Тараса Шевченко, юрист, Правоведение.
- Киевский институт народного хозяйства (1986—1990), экономист, «Экономическое и социальное планирование»;
- Институт государственного управления и самоуправления при Кабинете Министров Украины (1992—1993), магистр государственного управления.

## Карьера
- Ноября 1981 — октябрь 1990 — заместитель начальника отдела, главный специалист Главного планово-экономического управления исполкома Киевского городского совета.
- С октября 1990 — ведущий специалист, главный специалист юридического отдела Управления делами Совета Министров Украины, заместитель заведующего, первый заместитель заведующего Юридического отдела.
- Сентябрь — ноябрь 1996 — первый заместитель начальника, ноябрь 1996 — январь 2000 — начальник Юридического управления Кабинета министров Украины.
- Январь 2000 — июнь 2001 — заместитель Правительственного секретаря Кабинета Министров Украины — директор Юридического департамента.
- Май 2001 — июль 2003 — заместитель Государственного секретаря Кабинета Министров Украины[1][2].
- Январь 2000 — март 2005 — директор Юридического департамента Секретариата Кабинета Министров Украины.
- Июль 2003 — февраль 2005 — заместитель Министра Кабинета Министров Украины.
- Февраль — март 2005 — первый заместитель Министра Кабинета Министров Украины.
- 23 марта[3] — 27 сентября 2005[4] — Министр Кабинета Министров Украины, заместитель председателя Координационного совета по вопросам государственной службы при Президенте Украины (с июля 2005).
- Октябрь 2005 — февраль 2007 — первый заместитель Министра юстиции Украины[5].
- 18 декабря 2007 — 11 марта 2010 — Министр Кабинета Министров Украины[6][7].

## Семья
Жена Евгения Максимовна (1958).

## Парламентская деятельность
Народный депутат Украины 6-го созыва с 23 ноября до 19 декабря 2007 от «Блока Юлии Тимошенко» , № 118 в списке. На время выборов: временно не работал, беспартийный. Член фракции «Блок Юлии Тимошенко» (с ноября 2007). Сложил депутатские полномочия 19 декабря 2007.

## Награды, государственные ранги
Государственный служащий 1-го ранга (с декабря 2002).
Заслуженный юрист Украины (с октября 1997). Почётная грамота Кабинета Министров Украины (декабрь 2000). Орден «За заслуги» III степени (август 2001). Орден Данилы Галицкого (июнь 2008).